# Caryanda dentata
Caryanda dentata är en insektsart som beskrevs av Mao, B. och X. Ou 2006. Caryanda dentata ingår i släktet Caryanda och familjen gräshoppor. Inga underarter finns listade i Catalogue of Life.